# Argas theilerae
Argas theilerae är en fästingart som beskrevs av Harry Hoogstraal och Kaiser 1970. Argas theilerae ingår i släktet Argas och familjen mjuka fästingar. Inga underarter finns listade i Catalogue of Life.